# 王玠
王玠（1560年—1617年），字必彦，又字君聘，號心亭（琛亭），廣東廣州府清遠縣禾云镇井塘人。明朝政治人物、進士出身。

## 生平
萬曆十三年（1585年）乙酉科廣東鄉試第69名舉人，十四年丙戌会试第150名，未殿试，十七年（1589年）登己丑科廷试三甲214名進士，授福建瓯宁县知县，十九年任福建乡试同考官。入爲刑部主事，升贵州司员外郎，以侍養歸。四十二年起補礼部主客司员外郎，晉郎中，歴任光禄寺丞、少卿等职。

## 家族
曾祖王忠，生员。祖父王日高。父王宗源，乡耆。前母郭氏；母馬氏。慈侍下。兄瑚、玘、弟玮、璞、瓒、球。